# Albiert Mokiejew
Albiert Andriejewicz Mokiejew, ros. Альберт Андреевич Мокеев (ur. 4 stycznia 1936 we Włodzimierzu, zm. 27 lutego 1969 w Moskwie) – radziecki pięcioboista nowoczesny. Dwukrotny medalista olimpijski z Tokio.
Igrzyska w Japonii były jego jedynym startem olimpijskim – indywidualnie zajął trzecie miejsce, a wspólnie z Igorem Nowikowem i Wiktorem Miniejewem triumfował w drużynie. W zespole był także medalistą mistrzostw świata (dwa srebra, w 1963 i 1965).

## Starty olimpijskie (medale)
Tokio 1964
- drużynowo – złoto
- indywidualnie – brąz